# Lubuk Durian
Lubuk Durian is een bestuurslaag in het regentschap Bengkulu Utara van de provincie Bengkulu, Indonesië. Lubuk Durian telt 957 inwoners (volkstelling 2010).